# Massimo Martellotta
Massimo Martellotta (Roma, 19 marzo 1978) è un polistrumentista, compositore e arrangiatore italiano, noto principalmente per essere chitarrista e tastierista nei Calibro 35.

## Biografia
Compositore, multistrumentista, arrangiatore e produttore discografico. Suona principalmente la chitarra, il pianoforte e la Lap steel guitar. 
È l'autore principale e il cofondatore dei Calibro 35 con i quali ha pubblicato quattro album distribuiti in tutto il mondo e suonato in centinaia di concerti in Italia, tra i quali l'apertura dei Muse a San Siro, Europa e Stati Uniti.
Compone e realizza colonne sonore per il cinema e la televisione.
Alcune sue composizioni sono presenti in colonne sonore di film italiani ed internazionali, come nel caso di Red di Robert Schwentke con Bruce Willis, Morgan Freeman e John Malkovich oppure de La banda del brasiliano di John Snellinberg oppure ancora di Said di Joseph Léfèvre o ancora di Vallanzasca - Gli angeli del male di Michele Placido con Kim Rossi Stuart.
Le sue musiche per il film Giusva: la vera storia di Valerio Fioravanti di Francesco Patierno sono state composte con largo uso di Mellotron.
Ha realizzato la musica per la APP/serie di Libri interattivi per bambini "Arrivano i DADA'" il cui primo episodio "Buonanotte con i DADA'" è stato al primo posto di vendite su AppleStore.
Con i Calibro 35 ha scritto e realizzato la colonna sonora del film "Sogni di Gloria" del collettivo John Snellinberg. Il film ha vinto il Rome Independent Film Festival e il WorldFest di Houston, Texas. 
Martellotta ha altresì collaborato con artisti italiani ed internazionali nelle vesti di produttore, arrangiatore, session man e autore. Citandone alcuni: Stewart Copeland, Nina Zilli, Francesco Tricarico, Eugenio Finardi, Moltheni, Dente, Noa e Mauro Refosco.
Ha realizzato musiche e jingles per la RAI e per marchi come McDonald's, Carlsberg, Vodafone, Algida, Chupa Chups. Il suo brano per piano solo "Venezia" utilizzato da Citroen ha vinto nel 2008 il KeyAward italiano come "Best Advertising Music".
Ha composto e realizzato con i Calibro 35 l'intera impaginazione musicale di Isoradio e RAI Radio Uno, tra cui le sigle e i sottofondi di OndaVerde, Giornale Radio Uno, Meteo Radio, Radio uno Sport in onda correntemente dal 2014. È la voce del jingle di Radio Uno dal 2014.
Nel 2010 ha vinto il "trofeo insound" come miglior chitarrista italiano.
Ha composto musiche per la finale mondiale di break dance di REDBULL BC ONE  2015 nel progetto musicale chiamato "Around the world in 20 breaks" prodotto e ideato da Tommaso Colliva. 
È l'ideatore del format televisivo musicale  "Tadà!": una pillola giornaliera presentata da Filippo Timi di 5 minuti circa di durata, girata in bianco e nero e in onda su DeeJay TV nel 2016. In "Tadà!" ogni giorno un ospite di oggi reinterpreta un brano celebre degli anni '60 accompagnato dalla residente band "Il complesso di Tadà!", progetto anche discografico, in cui veste i panni di direttore d'orchestra. 
Compone e realizza con i Calibro 35  la colonna sonora e tutte le canzoni originali della serie TV da 12 episodi dal titolo "Blanca" prodotta da Lux Vide e in onda su Rai Uno in prima serata a partire dal 22 novembre 2021.
Appassionato di cucina, ha curato per qualche anno il blog culinario Fuzzy Kitchen.

## Discografia parziale

### Discografia solista

#### Collaborazioni
- 2002 - Eugenio Finardi Cinquantanni chitarrista ed arrangiatore
- 2005 - Eugenio Finardi AnimaBlues autore, chitarrista e coproduttore
- 2005 - PAY Federico III e il Destino Infausto chitarrista e lap steel player
- 2005 - Atleticodefina Tutti amano tutti chitarrista e lap steel player
- 2007 - Vince Vallicelli Côm'un cân sôta la lôna
- 2007 - Luca Gemma Tecniche di illuminazione chitarrista
- 2007 - Eugenio Finardi Un Uomo autore e chitarrista
- 2007 - Stewart Copeland La notte della taranta arrangiatore e chitarrista
- 2008 - Patrizia Laquidara Personaggio chitarrista
- 2009 - Moltheni Ingrediente novus chitarrista e lap steel player
- 2010 - Selton Selton arrangiatore e produttore
- 2010 - Daniele Tenca Blues for working classes chitarrista e lap steel player
- 2010 - Nina Zilli Sempre Lontano chitarrista e lap steel player
- 2011 - Francesco Tricarico Dalla parte di Rino produzione, arrangiamento, chitarrista, piano e mellotron
- 2011 - Valerio Millefoglie I miei migliori amici immaginari autore, produttore e arrangiatore
- 2011 - Francesco Tricarico L'imbarazzo produzione, arrangiamento, chitarrista, piano e mellotron
- 2011 - Dente Io tra di noi arrangiatore
- 2012 - Adrian Younge Something About April chitarrista e lap steel player
- 2012 - DJ Aladyn Fili Invisibili chitarrista
- 2012 - Bananalonga Rosetta mellotron
- 2015 - Umberto Maria Giardini - Protestantesima - Lap Steel Player
- 2016 - Perturbazione - Le storie che ci raccontiamo - Piano, Mellotron, Tastiere
- 2019 - Smuggler Brothers Musione Produttore

### Discografia con i Calibro 35

#### Album
- 2008 - Calibro 35
- 2010 - Il beat cos'è
- 2010 - Ritornano quelli di... Calibro 35
- 2012 - Ogni riferimento a persone esistenti o a fatti realmente accaduti è puramente casuale
- 2013 - SAID - colonna sonora
- 2013 - Traditori di tutti
- 2014 - Sogni di gloria - colonna sonora
- 2015 - S.P.A.C.E.

#### Raccolte
- 2010 - Rare

#### EP
- 2009 - Deathwish
- 2012 - Dalla Bovisa a Brooklyn

### Singoli
- 2014 - Vendetta/Notte in bovisa
- 2014 - The Butcher's Bride/Get Carter
- 2015 - Bandits on Mars/CLBR35

#### Partecipazioni
- 2010 - Romanzo criminale - Il CD

## Filmografia

### Colonne sonore
- 2000 - Una storia qualunque di Alberto Simone
- 2001 - Blek Giek di Enrico Caria
- 2003 - Una famiglia per caso di Camilla Costanzo
- 2008 - Under no Man's sky di Fabio Filippi
- 2009 - Said di Joseph Lefevre
- 2010 - Red di Robert Schwentke
- 2010 - La banda del Brasiliano di John Snellinberg
- 2011 - Vallanzasca - Gli angeli del male di Michele Placido
- 2011 - Giusva, la vera storia di Valerio Fioravanti di Francesco Patierno
- 2012 - I 2 soliti idioti di Enrico Lando
- 2014 - Sogni di Gloria di John Snellinberg
- 2022 - La cura, regia di Francesco Patierno
- 2023 - Finalmente l'alba, regia di Saverio Costanzo

### Spot pubblicitari
compositore ed arrangiatore per spot dei seguenti brand
- Vodafone
- McDonald's
- Algida campagna internazionale per Italia, Spagna, Portogallo ed Irlanda
- Gazzetta dello Sport
- Audi
- Ministero della Difesa 2014/2015
- Chupa Chups - Russia
- Ringo
- Citroën Key Award come best music nel 2008

## Premi
- Vincitore contest europeo 2001 indetto dalla testata "Musica!" di Repubblica
- Miglior live act 2009 per il M.E.I con i Calibro 35[6]
- Miglior live act 2010 per Keep On con i Calibro 35[7]
- Key Award 2008 "best ad music" per lo spot di Citroen C5 con il brano "Venezia"
- Trofeo Insound come miglior chitarrista italiano 2010